# One A.M.
One A.M. (br: Carlitos boêmio / pt: Charlot boémio) é um filme mudo de curta metragem estadunidense de 1916, do gênero comédia, escrito, produzido, dirigido e protagonizado por Charles Chaplin. É um filme produzido e distribuído por Mutual Film Corporation.
É o primeiro e único filme em que o único personagem é Carlitos, exceto no início do filme, em que o ator Albert Austin aparece como um taxista.

## Sinopse

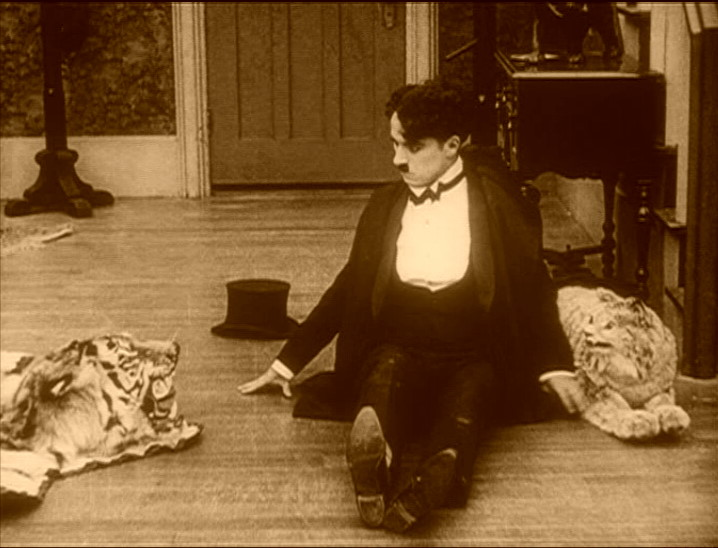
Cena do filme

Um homem chega em sua casa de madrugada, depois de ter bebido muito. Ele pretende ir para a cama descansar, mas há vários "obstáculos" no caminho que o impedem de realizar seu intento.

## Elenco
- Charles Chaplin .... homem bêbado
- Albert Austin .... taxista